# Iwan Sieńkin
Iwan Iljicz Sieńkin (ros. Ива́н Ильи́ч Се́нькин, ur. 3 sierpnia?/16 sierpnia 1915 we wsi Namojewo k. Pietrozawodska w guberni ołonieckiej, zm. 20 lutego 1986 w Moskwie) – radziecki polityk, przewodniczący Prezydium Rady Najwyższej Karelskiej ASRR (1984-1985).
Uczeń technikum leśnego w Pietrozawodsku, później 1933-1938 studiował na wydziale ekonomicznym Moskiewskiej Akademii Rolniczej, po ukończeniu studiów został starszym agronomem w stanicy i głównym agronomem wydziału rolnictwa rejonu prionieżskiego. Od lipca 1940 członek WKP(b), od października 1941 do września 1944 w składzie Armii Czerwonej walczył na Froncie Karelskim; dosłużył się stopnia starszego lejtnanta. Od grudnia 1944 do września 1946 pracownik komisariatu wojskowego w Swierdłowsku, później był instruktorem wydziału rolnego Obwodowego Komitetu WKP(b) w Swierdłowsku. I sekretarz komitetu rejonowego WKP(b), 1951-1955 sekretarz Komitetu Obwodowego WKP(b)/KPZR w Swierdłowsku (1952-1954 kierownik wydziału rolnego tego komitetu). 1955-1956 zastępca przewodniczącego Rady Ministrów Karelo-Fińskiej SRR, od stycznia 1956 II sekretarz KC Komunistycznej Partii Karelo-Fińskiej SRR, od czerwca 1956 II sekretarz Karelskiego Komitetu Obwodowego KPZR. Od września 1958 do kwietnia 1984 I sekretarz Karelskiego Komitetu Obwodowego KPZR, od 18 kwietnia 1984 do 18 grudnia 1985 przewodniczący Prezydium Rady Najwyższej Karelskiej ASRR. Od 31 października 1961 do 29 marca 1966 członek Centralnej Komisji Rewizyjnej KPZR, od 8 kwietnia 1966 do 30 marca 1971 zastępca członka, a od 9 kwietnia 1971 do śmierci członek KC KPZR. Deputowany do Rady Najwyższej ZSRR 4,6,7,8,9,10 i 11 kadencji. Od grudnia 1985 na emeryturze.
17 sierpnia 2007 w Pietrozawodsku odsłonięto jego pomnik.

## Odznaczenia
- Order Lenina (dwukrotnie)
- Order Rewolucji Październikowej
- Order Czerwonego Sztandaru Pracy (dwukrotnie)
- Order Wojny Ojczyźnianej II klasy
- Order Przyjaźni Narodów
- Order „Znak Honoru”

I medale.